# Las Casas del Conde
Las Casas del Conde település Spanyolországban, Salamanca tartományban. Las Casas del Conde San Martín del Castañar községgel határos. Lakosainak száma 63 fő (2024).

## Népesség
A település népessége az elmúlt években az alábbi módon változott:
| Lakosok száma | 84   | 76   | 72   | 67   | 57   | 57   | 56   | 69   | 64   | 63   |
|               | 2001 | 2004 | 2007 | 2009 | 2012 | 2014 | 2017 | 2019 | 2022 | 2024 |